# Zvečanje
Zvečanje[Je li ime imenica sr. roda u jednini ili imenica ž. roda u množini?] je naselje u Splitsko-dalmatinskoj županiji. 

## Zemljopis
Nalazi se u Sridnjim Poljicima, u Podmosorju. Nedaleko od Zvečanja nalazi se rijeka Cetina.

## Upravna organizacija
Gradsko su naselje grada Omiša po upravnoj organizaciji, iako su od samog naselja Omiša udaljene nekoliko kilometara. 
Po poštanskoj organizaciji, pripadaju poštanskom uredu u Gatima.

## Povijest
Zvečanje je od 13. stoljeća do 19. stoljeća bilo dio Poljičke republike. Zvečanje je bilo jedno od dvanaest poljičkih katuna. Na dan svetog Jure biralo bi svog katunara. Teško je stradalo u Drugom svjetskom ratu, kad su četnici Mane Rokvića 1. listopada 1942. poklali seljane Gata, Ostrvice, Zvečanja i Čišle.

## Stanovništvo
Većinsko i jedino autohtono stanovništvo ovog sela su Hrvati. Katolici čine glavnu vjeru. U Zvečanju živi puno Stanića, Milićevića i Kružićevića.  
| broj stanovnika | 278   | 398   | 286   | 286   | 329   | 379   | 410   | 417   | 402   | 408   | 337   | 304   | 253   | 233   | 210   | 202   | 207   |
|                 | 1857. | 1869. | 1880. | 1890. | 1900. | 1910. | 1921. | 1931. | 1948. | 1953. | 1961. | 1971. | 1981. | 1991. | 2001. | 2011. | 2021. |

## Poznate osobe
- Nikola Miličević, hrv. pjesnik i javni djelatnik
- don Nikola Miličević, hrv. astronom i zadnji gvardijan Pustinje Blaca
- Anđelko Kružičević, hrv. arhitekt, fotograf amater, promicatelj Hrvatske u Francuskoj
- Ljubo Miličević, hrv. bivši igrač HNK Hajduk Split

## Kultura
U Zvečanju se nalazi puno crkava. Crkva Gospe od Začeća, crkva svetoga Križa i župna crkva svetoga Mihovila su neke od njih. Zvečanje također ima i svoje groblje. 